# Ludwig Müller (football)
Pour les articles homonymes, voir Müller et Ludwig Müller.
Ludwig « Luggi » Müller, né le 25 août 1941 à Haßfurt et mort le 24 juin 2021, est un footballeur international allemand.

## Biographie
Il a passé onze saisons dans le championnat d'Allemagne de football avec le 1. FC Nuremberg, Borussia Mönchengladbach et Hertha BSC. 

Il a également joué six matchs pour l'équipe d'Allemagne de football, dont un match qualificatif pour la Coupe du monde de football de 1970 contre l'équipe de Chypre et cinq matches amicaux.

## Palmarès
- Champion de Bundesliga : 1968, 1970, 1971.
- Vice-champion de Bundesliga : 1975.